# Руоккио, Кристофер
Кристофер Руоккио (англ. Christopher Ruocchio, род. 29 марта 1993, Роли, Северная Каролина, США) — американский писатель, работающий в жанрах космической оперы и фэнтези. Наиболее известен циклом «Пожиратель Солнца», первая часть которого, «Империя тишины», принесла ему премию Manly Wade Wellman Award (2019), а вторая, «Воющая тьма», была номинирована на премию Dragon Award (2020).

## Биография
Кристофер Руоккио родился в 1993 году. Он учился в Университете штата Северная Каролина, где получил степень бакалавра по английской риторике и дополнительную специальность по классике. В 2015 году стал помощником редактора в Baen Books'. В марте 2018 года состоялась первая публикация Руоккио: новелла «Не создано для нас» вышла в антологии «Звёздные разрушители», которую редактировал сам автор совместно с Тони Дэниелом.
В июле 2018 года вышел первый роман Руоккио — «Империя тишины» (часть цикла «Пожиратель Солнца»). За него писатель получил премию Мэнли Уэйда Уэллмана (2019). В 2019 году вышла вторая часть, «Воющая тьма», номинированная на премию Dragon Award 2020 за лучший военный научно-фантастический или фэнтезийный роман, в 2020 — третья, «Демон в белом». До этого была опубликована повесть «Меньший дьявол», относящаяся к тому же циклу.
Руоккио женат, он живёт в Роли, Северная Каролина.